# アラウンシードゥー

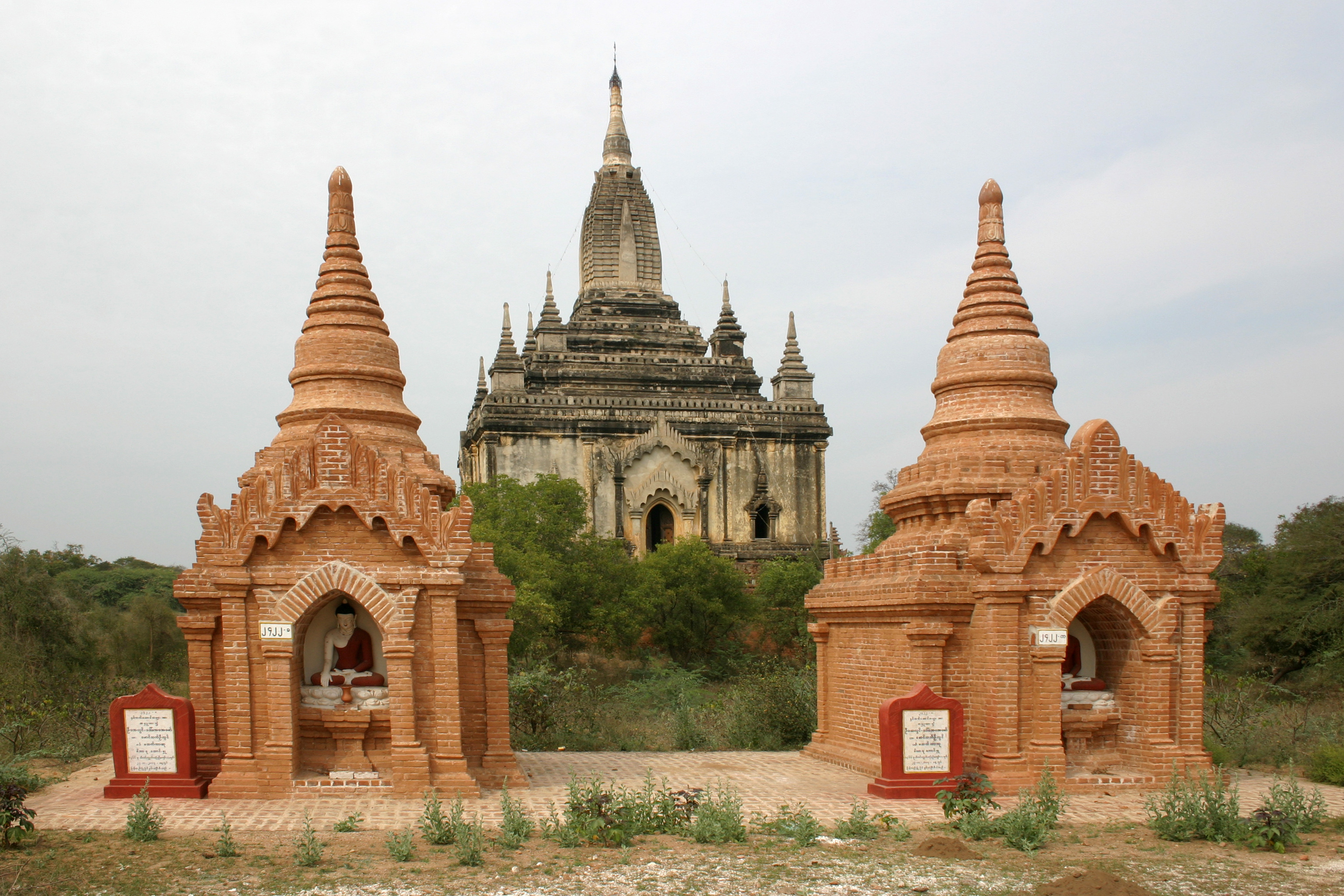
シュエグージー寺院

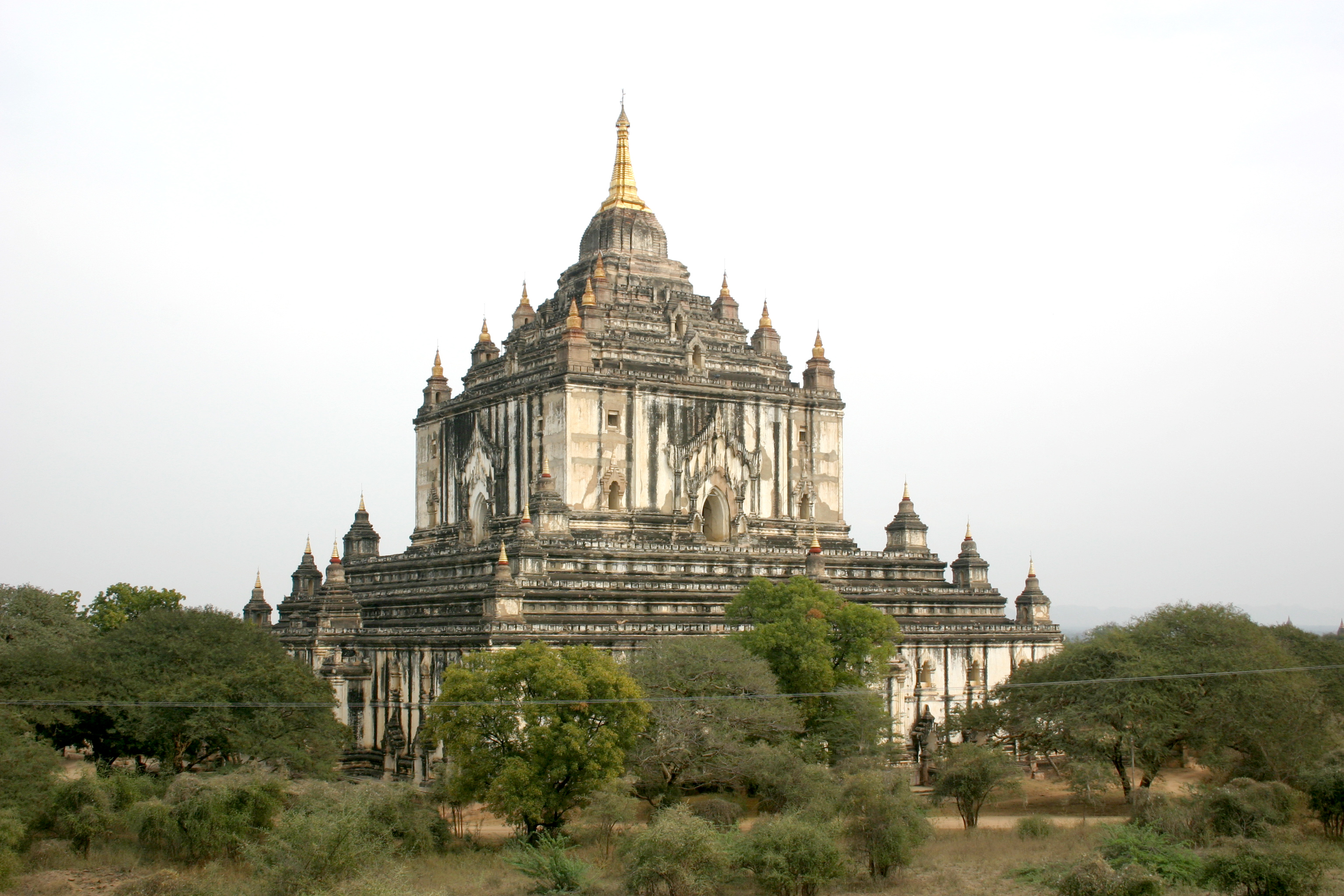
タッビンニュ寺院

アラウンシードゥー（ビルマ語: အလောင်းစည်သူ、1090年1月17日 - 1167年）は、パガン王朝の第4代の国王（在位：1112年/1113年 - 1167年）。父のソウユンは第2代国王ソウルーの子で、母のシュウェ・エインティは第3代国王チャンシッターの娘である。史料によってはスィードゥー、シュエーグー・ダーヤカーとも書かれる。

## 略歴
彼の出生を喜んだ祖父のチャンシッターによって、誕生して間もなく王位の後継者に指名される。
即位直後はパテイン、テナセリムで起きた反乱に悩まされ、1114年には王宮が反徒に襲撃される。在位中の事績として、度量衡の統一と法に則った裁定を自ら下した行政面での貢献がビルマ語の王統史で述べられている。彼がパガンに建築した仏塔寺院として、1131年に建立したシュエグージー寺院と1144年に建立したタッビンニュ寺院の二つが現存する。
1167年にアラウンシードゥーが病に罹ると、王の代理人に任命されていた子のナラトゥーは宮廷を制圧し、病身の彼はナラトゥーによってシュエグー寺院に移送された。彼が寺院で意識を取り戻すと、処罰を恐れたナラトゥーによって殺害された。
ビルマ史家のハーヴェイは反乱が頻発した理由の一つとして、アラウンシードゥーがしばしば宮廷を留守にしていたことを挙げている。彼は地方に仏塔を多く建て、マンダレーでは水利工事を行い、王統史には、彼自らが海路よりベンガル地方を訪れて、その地でアノーヤターが建立した仏像を発見した伝説が記されている。また、1115年に南詔に使節を送り、その後仏歯（仏陀の歯）の探索を目的として、自ら軍を率いて南詔に進入したが発見には至らなかった。

## 宗室

### 父母
- 父 ソウユン（第2代国王ソウルーの子）
- 母 シュウェ・エインティ（第3代国王チャンシッターの娘）

### 子
- ミンチンソウ（en:Min Shin Saw）
- ナラトゥー

など